# Atlantische Kustvlakte (Verenigde Staten)

de Atlantische Kustvlakte

De Atlantische Kustvlakte (Engels: Atlantic coastal plain) is het stuk land in de Verenigde Staten dat grenst aan de Atlantische Oceaan.
Het gebied is ongeveer 3500 km lang en begint in het noorden in New Jersey en eindigt in het zuidoosten van Florida. De kustvlakte is bijna nooit hoger dan 200 meter boven zeeniveau. Het gebied loopt van af de oceaan 50 tot 200 kilometer het land in. De westgrens van de kustvlakte loopt bij de "fall line" de Engelse benaming voor de watervallen, Piedmont Plateau en de Appalachen. Het gebied wordt veel gebruikt voor landbouw.
De Atlantische kustvlakte spreidt zich over de volgende staten uit:
- New Jersey
- Pennsylvania
- Delaware
- Maryland
- Virginia
- North Carolina
- South Carolina
- Georgia
- Alabama
- Florida

Soms wordt de kustvlakte van de Golf van Mexico ook wel tot de Atlantische Kustvlakte gerekend; in dat geval loopt het gebied door tot de Mexicaanse staat Veracruz.